# Hermann Staudinger
Hermann Staudinger (n. 23 martie 1881, Worms, Reich-ul German – d. 8 septembrie 1965, Freiburg im Breisgau, Germania) a fost un chimist german, considerat întemeietorul chimiei macromoleculare, laureat al Premiului Nobel pentru chimie (1953). A descoperit și a explicat fenomenul polimerizării.